# Amber Liu
Amber Liu (ur. 6 lipca 1984 w Santa Monica) – amerykańska tenisistka.
Ma na koncie dwa zwycięstwa w turniejach ITF: w Montemor-o-Novo i w Caracas. W rozgrywkach WTA nie osiągała znaczących sukcesów, jej najlepsze rezultaty to drugie rundy imprez w Stanford (2003) i Memphis (2008).

## Wygrane turnieje rangi ITF
| turnieje z pulą nagród 100 000 $ |
| turnieje z pulą nagród 75 000 $  |
| turnieje z pulą nagród 50 000 $  |
| turnieje z pulą nagród 25 000 $  |
| turnieje z pulą nagród 15 000 $  |
| turnieje z pulą nagród 10 000 $  |

### gra pojedyncza
|    | Data       | Turniej         | Kat. | Finalistka        | Wynik    |
| 1. | 23/06/2002 | Montemor-o-Novo | ITF  | Romy Farah        | 6:2, 6:2 |
| 2. | 16/07/2006 | Caracas         | ITF  | Estefania Craciun | 6:3, 6:4 |